# Rydno
Rydno – rezerwat archeologiczny rozciągający się wzdłuż rzeki Kamiennej od północno-wschodniej części Skarżyska-Kamiennej aż po górę Św. Rocha pod Wąchockiem, obejmujący zespół głównie paleolitycznych osad
przemysłowych oraz kopalnię hematytu.

## Początki rezerwatu
Pierwsze badania na tym terenie przeprowadzono w 1912 roku, następne zaś kilkakrotnie w okresie dwudziestolecia międzywojennego w latach 1921 oraz 1923–1925. W roku 1937 odkrywca kopalni hematytu i zarazem pomysłodawca nazwy Rydno, Stefan Krukowski, rozpoczął badania archeologiczne, które po II wojnie światowej kontynuowane były w latach czterdziestych i pięćdziesiątych. Chociaż rezerwat utworzono jeszcze w 1957 roku, do rejestru zabytków wpisany został dopiero 3 listopada 1986 roku  .

## Pradawni mieszkańcy
Podczas badań odkryto wiele krzemiennych przedmiotów wytworzonych przez ludzi kultury mustierskiej - zgrzebła, rylce i narzędzia zębate. Ze względu na silne ochłodzenie klimatu, ludzie na pewien czas zniknęli z tego obszaru, a teren pokryła zmarzlina oraz tundra. Gdy klimat dostatecznie się ocieplił, w miejsce przedstawicieli kultury mustierskiej pojawiła się ludność kultury hamburskiej, trudniąca się łowiectwem i wędrująca za stadami zwierząt (głównie reniferów i jenotów). Ponieważ nie prowadzili osiadłego trybu życia, chronili się w prostych szałasach zbudowanych z lekkich żerdzi, których ślady zachowały się na terenie rezerwatu.
Dalsze ocieplanie się klimatu spowodowało przesunięcie się na północ linii lasów i tym samym dało początek napływowi nowej ludności, trudniącej się łowiectwem leśnym. Na terenie rezerwatu odkryto ślady jej działalności w postaci grotów strzał, pozostałości po obozowiskach oraz odkrywkowych kopalniach hematytu, uważanych za jedne z ważniejszych stanowisk archeologicznych w Polsce. W czasie wykopalisk natrafiono ponadto na skupiska narzędzi wykonanych z krzemienia czekoladowego.
Schyłek paleolitu nie przyniósł kresu osadnictwa na terenie Rydna - ślady swojej bytności na tym obszarze pozostawiły po sobie także inne, późniejsze kultury. Jedną z nich jest datowana na drugą połowę 8 tysiąclecia p.n.e. kultura komornicka, która trudniła się, oprócz polowania na zwierzynę leśną, także rybołówstwem i zbieractwem. Z tego okresu zachowały się ślady pojedynczych obozowisk oraz krzemienne narzędzia o rozmiarach wyraźnie mniejszych w porównaniu z narzędziami kultur wcześniejszych.
Inne znaleziska świadczą o kontaktach miejscowej ludności z plemionami innych kultur – między innymi zamieszkującymi tereny obecnej Słowacji ludami rolniczymi, wydobywającymi obsydian. Zachowały się także przedmioty pozostawione przez kultury późniejsze – neolityczną kulturę amfor kulistych, a także kultury epoki brązu – mierzanowicką (zgrzebło z krzemienia pasiastego) oraz trzciniecką (pojedyncze skorupy i wyroby krzemienne) .
Od 2005 roku Klub Archeologiczny PTTK „Rydno” i Miejsko-Gminny Ośrodek Kultury w Wąchocku organizuje Piknik Archeologiczny Rydno .

## Współczesne problemy
Rezerwat, choć od 1995 roku stanowi część Obszaru Chronionego Krajobrazu Doliny Kamiennej, usytuowany jest w bezpośrednim sąsiedztwie komunalnego wysypiska odpadów oraz pól lagunowych oczyszczalni ścieków, co powoduje szereg zagrożeń natury ekologicznej dla tego terenu – tym bardziej, że wysypisko nie spełnia norm przewidywanych dla tego rodzaju obiektów. W efekcie okoliczne wody gruntowe oraz gleby skażone są toksycznymi substancjami – między innymi azotem amonowym, manganem i kadmem. Jak dotąd (2005) problem ten nie został skutecznie rozwiązany.
Stan na rok 2013.
Po protestach mieszkańców Marcinkowa, wysypisko zostało ostatecznie zamknięte w 2006 roku. Od tej daty Gmina Starachowice, jako właściciel wysypiska (nie terenu, który jest gminy Wąchock), rozpoczęło przywracanie formy ekologicznej temu obiektowi. Rekultywacja, która miała się zakończyć w marcu 2012 trwa do chwili obecnej.